# Departamento de Parques e Vida Selvagem do Texas

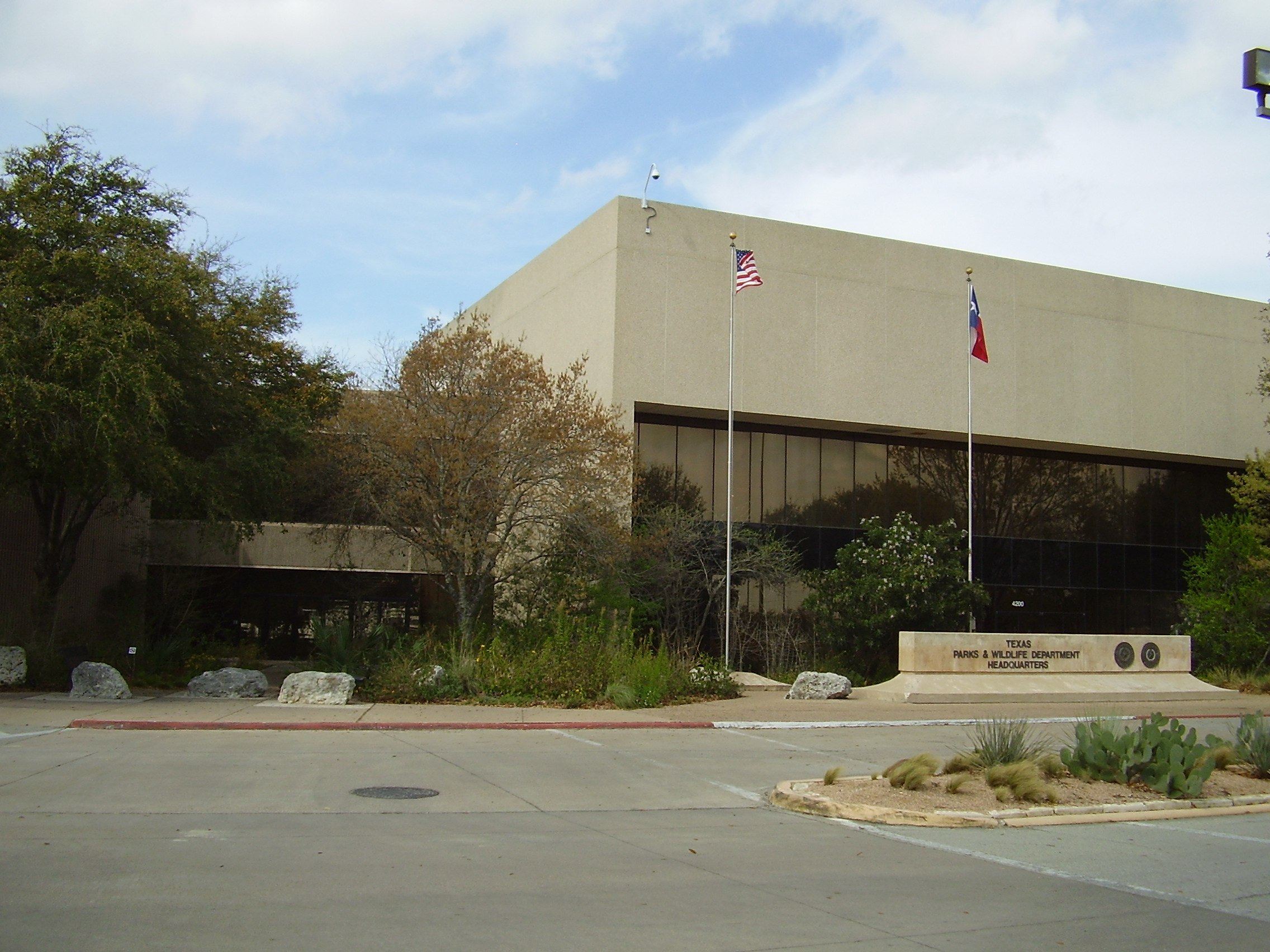
A sede da Departamento de Parques e Vida Selvagem do Texas

Departamento de Parques e Vida Selvagem do Texas (em inglês: Texas Parks and Wildlife Department) é um agência estatal do Texas, Estados Unidos, que supervisiona e protege os animais selvagens e seus habitats. Além disso, a agência é responsável pela gestão dos parques estaduais e sítios históricos. Sua missão é gerir e conservar os recursos naturais e culturais do Texas para o uso e gozo de presentes e futuras gerações.